# 熊本県立天草拓心高等学校
熊本県立天草拓心高等学校（くまもとけんりつ あまくさたくしんこうとうがっこう）は、熊本県天草市本渡町本戸馬場（本渡校舎）と熊本県天草郡苓北町富岡（マリン校舎）に所在する公立の高等学校。

## 設置学科
- 本渡校舎
  - 普通科
  - 商業科
  - 生物生産科
  - 食品科学科
  - 生活科学科
- マリン校舎
  - 普通科総合コース
  - 海洋科学科

## 部活動
ボランティアが部活動になるのかは不明だが、学校サイトの内容を記述する。
- 本渡校舎
  - 運動部
    - 女子ハンドボール
    - 女子ソフトボール
    - バレーボール
    - 卓球
    - 弓道
    - 陸上競技
    - ウェイトリフティング
    - 女子バスケットボール

  - 文化部
    - 文芸
    - 商業研究
    - 家庭
    - 食物同好会
    - ボランティア
    - 郷土芸能
- マリン校舎
  - 運動部
    - カッター
    - マリン
    - ソフトテニス

  - 文化部
    - 生活科学
    - 水生生物研究
    - 書道
    - 科学
    - ボランティア
- 合同
  - 運動部
    - 野球
    - サッカー
    - バドミントン
    - 女子ソフトテニス

## 沿革
- 2015年 - 河浦高等学校園芸科学科と苓明高等学校、苓洋高等学校が統合し、開校。
- 2020年 - この年度の入学生から4級海技士（航海）の認定校になる。
- 2024年8月 - 生物生産科の生徒の飼育実習用に天草大王（肉用鶏）のひな150羽を導入する。熊本県内の高校が肉用鶏として天草大王を扱う初めての事例となる[2]。